# حبیب‌الله نیکزاده پناه
حبیب‌الله نیکزادی پناه متولد دوم اردیبهشت ماه ۱۳۳۲ با دانشنامه مهندسی کشاورزی و کارشناسی ارشد مدیریت یکی از مدیران موفق و باتجربه ایران در بخش کشاورزی است که نمایندهٔ سابق دورهٔ دهم از حوزهٔ انتخابیهٔ بم و ریگان و فهرج و نرماشیر در استان کرمان است. وی با کسب ۷۲٬۹۸۵ رای از مجموع ۱۳۹٬۴۲۷ رای معادل ۵۲٫۳۵٪ درصد آرا به مجلس راه پیدا کرد.